# Polynôme d'Ehrhart
En mathématiques, on associe à un  polytope entier (c'est-à-dire à un polytope convexe dont les coordonnées des sommets sont entières)  son polynôme d'Ehrhart (étudié par Eugène Ehrhart (en) vers 1960), lequel décrit une relation entre le volume  du polytope et le nombre des points à coordonnées entières qu'il contient. La théorie de ces polynômes peut être vue comme une généralisation du théorème de Pick en dimension supérieure.

## Définition
L'idée de la construction de Ehrhart est de considérer comme fonction de t  le nombre de points entiers intérieurs à un polytope obtenu par homothétie par un facteur t du polytope étudié.
Plus précisément, soit un réseau {\displaystyle {\mathcal {L}}} de l'espace euclidien {\displaystyle \mathbb {R} ^{n}} et un polytope P de {\displaystyle \mathbb {R} ^{n}}dont tous les sommets sont des points du réseau (par exemple , on utilise fréquemment le réseau {\displaystyle {\mathcal {L}}=\mathbb {Z} ^{n}}et des polytopes dont tous les sommets ont des coordonnées entières), engendrant un sous-espace affine de dimension d (d est appelé la dimension de P). Pour tout entier positif t, soit tP le polytope obtenu par dilatation de P par un facteur t, c'est-à-dire le polytope obtenu en multipliant par t les coordonnées de tous les sommets (exprimés dans une base du réseau, et soit {\displaystyle L(P,t)=\#\left(tP\cap {\mathcal {L}}\right)} le nombre de points du réseau contenus dans le polytope tP. Ehrhart (en) montra en 1962 que L est un polynôme en t de degré   d, c'est-à-dire qu'il existe des nombres rationnels {\displaystyle L_{0}(P),\dots ,L_{d}(P)} tels que {\displaystyle L(P,t)=L_{d}(P)t^{d}+L_{d-1}(P)t^{d-1}+\cdots +L_{0}(P)} pour tout entier t.
Le polynôme d'Ehrhart de l'intérieur d'un polytope convexe P de dimension d vérifie {\displaystyle L(\operatorname {int} (P),t)=(-1)^{d}L(P,-t),} résultat connu sous le nom de réciprocité d'Ehrhart–Macdonald.

## Exemples

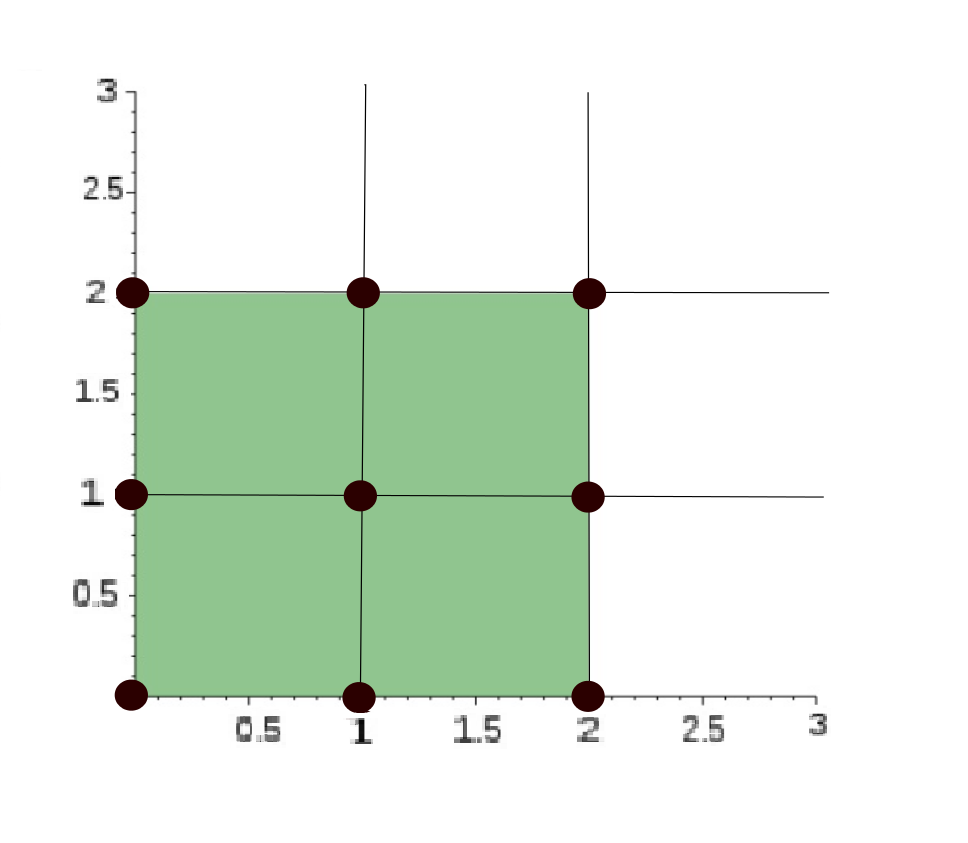
Le dilaté correspondant à d'un carré unité contient points entiers.

Soit P un hypercube unité de dimension d, dont les sommets sont les points dont toutes les coordonnées valent 0 ou 1, autrement dit  {\displaystyle P=\left\{x\in \mathbb {R} ^{d}:0\leq x_{i}\leq 1;1\leq i\leq d\right\}.}
La dilatation de P par t est un hypercube de côté t, contenant (t + 1)d  points entiers, et donc le polynôme d'Ehrhart de P est  L(P,t) = (t + 1)d,. On voit aussi qu'aux entiers négatifs, on a{\displaystyle L(P,-t)=(-1)^{d}(t-1)^{d}=(-1)^{d}L(\operatorname {int} (P),t),} comme le prédit la réciprocité d'Ehrhart–Macdonald.
Bien d'autres nombres figurés peuvent s'exprimer à l'aide de polynômes d'Ehrhart. Par exemple, les nombres pyramidaux carrés sont donnés par le polynôme d'Ehrhart d'une pyramide à base carrée de côtés et de hauteur 1 ; le polynôme d'Ehrhart est dans ce cas 1/6(t + 1)(t + 2)(2t + 3).

## Quasi-polynômes d'Ehrhart
Soit P un polytope rationnel convexe, c'est-à-dire que {\displaystyle P=\left\{x\in \mathbb {R} ^{d}:Ax\leq b\right\},} avec {\displaystyle A\in \mathbb {Q} ^{k\times d}} et {\displaystyle b\in \mathbb {Q} ^{k}} (cela revient à dire que P est l'enveloppe convexe d'un ensemble fini de points de {\displaystyle \mathbb {Q} ^{d}}). Posons {\displaystyle L(P,t)=\#\left(\left\{x\in \mathbb {Z} ^{n}:Ax\leq tb\right\}\right)}, le nombre de points entiers contenus dans tP. Dans ce cas, L(P, t) est un quasi-polynôme (en) en t, c'est-à-dire que {\displaystyle L(P,t)=c_{d}(t)t^{d}+c_{d-1}(t)t^{d-1}+\cdots +c_{0}(t)}, où les {\displaystyle c_{i}(t)} sont des fonctions périodiques de période entière. La loi de réciprocité d'Ehrhart–Macdonald est encore valable : on a {\displaystyle L(\operatorname {int} (P),t)=(-1)^{n}L(P,-t)}.

## Exemple de quasi-polynôme d'Ehrhart
Soit P un quadrilatère de sommets (0,0), (0,2), (1,1) et (3/2, 0). Le nombre de points entiers dans tP est donné par le quasi-polynôme {\displaystyle L(P,t)={\frac {7t^{2}}{4}}+{\frac {5t}{2}}+{\frac {7+(-1)^{t}}{8}}}.

## Interprétation des coefficients
Si P est fermé (c'est-à-dire que les faces de la frontière appartiennent à P), certains coefficients de L(P, t) ont une  interprétation simple :
- le coefficient dominant, {\displaystyle L_{d}(P)}, est égal au volume d-dimensionnel  de P, divisé par {\displaystyle v({\mathcal {L}})}, le covolume du réseau {\displaystyle {\mathcal {L}}} ;
- le second coefficient, {\displaystyle L_{d-1}(P)}, peut se calculer en partant des réseaux {\displaystyle {\mathcal {L}}_{F}} induits par {\displaystyle {\mathcal {L}}} sur les faces  F de P :  {\displaystyle L_{d-1}(P)} est obtenu en divisant le (d-1)-volume de chaque face F par {\displaystyle 2v({\mathcal {L}}_{F})}, et en faisant la somme de ces nombres pour toutes les faces de P ;
- le coefficient constant a0 est la caractéristique d'Euler de P ; dans le cas convexe et fermé, on a {\displaystyle L_{0}(P)=1}

## Séries d'Ehrhart
La série génératrice des polynômes d'Ehrhart pour un polytope P de dimension d est {\displaystyle \operatorname {Ehr} _{P}(z)=\sum _{t\geq 0}L(P,t)z^{t}}.
Cette série est une fraction rationnelle ; plus précisément, Ehrhart a démontré qu'il existe des nombres complexes {\displaystyle h_{j}^{*}} (dépendants de  P) tels que {\displaystyle \operatorname {Ehr} _{P}(z)={\frac {\sum _{j=0}^{d}h_{j}^{\ast }z^{j}}{(1-z)^{d+1}}},\qquad \sum _{j=0}^{d}h_{j}^{\ast }\neq 0.}
De plus, le théorème de non-négativité de Richard Stanley affirme que sous ces hypothèses, les {\displaystyle h_{j}^{*}} sont des entiers naturels.
Un autre résultat de Stanley montre que si P iest un polytope contenu dans  Q (sur le même réseau, on a {\displaystyle h_{j}^{*}(P)\leq h_{j}^{*}(Q)} pour tout j.

### Séries d'Ehrhart pour des polytopes rationnels
On peut également définir des séries analogues pour un polytope rationnel P de dimension d. Appelant  D ile plus petit entier tel que DP  soit un polytope entier (D est appelé le dénominateur de P), on a la formule
{\displaystyle \operatorname {Ehr} _{P}(z)=\sum _{t\geq 0}L(P,t)z^{t}={\frac {\sum _{j=0}^{D(d+1)}h_{j}^{\ast }(P)z^{j}}{\left(1-z^{D}\right)^{d+1}}},}
où les {\displaystyle h_{j}^{*}} sont encore des entiers naturels,.

## Bornes pour les coefficients
On peut déterminer des bornes pour les coefficients non dominants {\displaystyle c_{0},\dots ,c_{d-1}}de la représentation {\displaystyle L(P,t)=\sum _{r=0}^{d}c_{r}t^{r}} : on a par exemple {\displaystyle c_{r}\leq (-1)^{d-r}{\begin{bmatrix}d\\r\end{bmatrix}}c_{d}+{\frac {(-1)^{d-r-1}}{(d-1)!}}{\begin{bmatrix}d\\r+1\end{bmatrix}}}, où  {\displaystyle \left[{\begin{smallmatrix}n\\k\end{smallmatrix}}\right]} est un nombre de Stirling de première espèce ; des bornes inférieures existent également